# Snöbogatyren

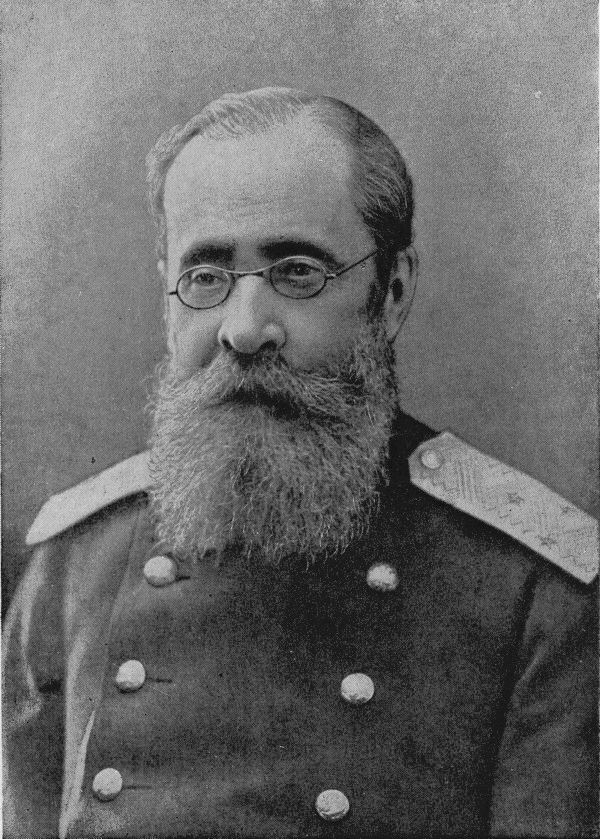
César Cui

Snöbogatyren (Снежный богатырь på kyrillska; Snežnyj bogatyr' i translitteration) är en sagoopera för barn i en akt (två tablåter) med musik av César Cui komponerade 1905. Librettot skrevs av skollärarinnan Marina Stanislavovna Polʹ och bygger på ryska folksagor.
Titeln kan översättas med "Snöhjälten" eller "Snöriddaren" men dessa varianter missar betydelsen av en Bogatyr.
Som fallet är med Cuis andra barnoperor är detta verk avsett för barn, både på scenen och i publiken.

## Uppförandehistorik
Operan hade premiär den 15 maj 1906 i Jalta och framfördes av Marina Stanislavovna Polʹs skolelever med Marina vid pianot. Den sattes upp igen den 4 mars 1908 i Sankt Petersburg av operastudenter från Sankt Petersburg musikkonservatorium.
Liksom en av Cuis andra barnoperor, Mästerkatten i stövlar, verkar operan ha haft en viss framgång i Sovjetunionen, då den gavs ut på nytt 1953 med ett nytt libretto som emellertid saknade alla kejserliga anspelningar.
Operan fick svensk premiär 2025 under namnet "Snöhjälten".

## Personer
- Tsaritsa: sopran
- Ivan Tsarevitj (Snöbogatyren): låg mezzosopran
- Draken Gorynych: alt eller bas (bas föredras)
- 11 svarprinsessor: barnkör
- Ammor och mödrar: barnkör

## Synopsis
Sagotid. Ett kungadöme.
Tablå 1. 
En borggård. Svarprinsessorna sjunger och dansar. Medan de kastar snöboll träffar de av misstag modern, tsaritsan, i ögat. Hon utropar förargat att hon inte bara önskar sig en son men även att en virvelvind ska blåsa bort hennes olydiga döttrar. Plötsligt börjar det storma och svanprinsessorna far iväg. Men utur stormen uppenbarar sig den son som tsaritsan önskade sig - Snöbogatyren. Han lovar henne att han ska hitta sina nya systrar.
Tableå 2. 
En skog. Prinsessorna hålls fångna i en bondstuga som står på kycklingben (se Baba-Jaga). Efter tre försök besegrar Snöbogatyren slutligen en trehövdad drake. Alla förenar sig en dans medan de drar hemåt.

### Allmänna källor
- Bernandt, G.B. Словарь опер впервые поставленных или изданных в дореволюционной России и в СССР, 1736-1959 [Dictionary of Operas First Performed or Published in Pre-Revolutionary Russia and in the USSR, 1836-1959] (Москва: Советский композитор, 1962), p. 276.
- Cui, César.  Снежный богатырь: опера-сказка для детей в одном действии, двух картинах. Клавир. [The Snow Hero: opera-fairytale for children in one act, two tableaux. Piano-vocal score]. Москва: П. Юргенсон, 1906.
  - Soviet (revised) edition:  Иван-богатырь: опера-сказка для детей в 1 действии, 2 картинах [Ivan the Bogatyr.  Opera-fairytale for children in 1 act, 2 tableaux]. Москва: Музгиз, 1953.